# Estación Ninquihue
Ninquihue es una estación ubicada en la comuna chilena de San Carlos, que fue construida junto con la unión de la vía del Ferrocarril Talcahuano-Chillán y Angol con el Ferrocarril Santiago-Curicó, a fines del siglo XIX. Luego pasó a formar parte de la Red Sur de la Empresa de los Ferrocarriles del Estado.
Su casa estación se encuentra al oeste de la vía, edificada en concreto y pintada de color rosado, y junto a ella se encuentra la casa del jefe de estación, que posee un nivel avanzado de deterioro. Actualmente, con el Contrato de Provisión de Infraestructura Ferroviaria-Proyecto Zona Centro (CPIF-PZC), se eliminó la vía local, quedando solo la vía principal. Se conservan los pórticos rígidos de electrificación.